# Romániai választások
Romániát az államelnök és a kétkamarás parlament vezeti, melynek neve Román Képviselőház és Szenátus. Parlamenti választásokat négyévente tartanak, ugyancsak négyévente tartanak önkormányzati választásokat. Ötévente pedig európai parlamenti és államelnöki választásokra kerül sor.
A következő választás a 2024-es parlamenti választás lesz, melyet 2024. december 1.-én tartanak, illetve egy hét eltéréssel a 2024-es romániai elnökválasztás.

## Korábbi választások
- 2016-os romániai önkormányzati választások
- 2016-os romániai parlamenti választások
- 2014-es európai parlamenti választás Romániában
- 2014-es romániai elnökválasztás
- 2012-es romániai parlamenti választások
- 2012-es romániai önkormányzati választások
- 2009-es romániai elnökválasztás
- 2009-es európai parlamenti választás Romániában
- 2008-as romániai parlamenti választások
- 2008-as romániai önkormányzati választások
- 2007-es európai parlamenti választás Romániában

## Régebbi választások

### Képviselő választások

#### A 2004-es romániai képviselő-választás eredménye
Fő szócikk: 2004-es romániai parlamenti választások
- Képviselőház:

| Logo | Pártok | Szavazatok | %    | Képviselők     | Változás |
| ---- | --- | ---------- | ---- | -------------- | -------- |
|      | Nemzeti Szövetség SZDP+RHP (Uniunea Națională PSD+PUR) - Szociáldemokrata Párt (Partidul Social Democrat) - Román Humanista Párt (Partidul Umanist din România)              | 3 730 352  | 36,8 | 132 - 113 - 19 |          |
|      | Igazság és Igazságosság Szövetség (Alianța Dreptate si Adevăr) - Nemzeti Liberális Párt (Románia) (Partidul Național Liberal) - Demokrata Párt (Románia) (Partidul Democrat) | 3 191 546  | 31,5 | 112 - 64 - 48  |          |
|      | Nagy-Románia Párt (Partidul România Mare) | 1 316 751  | 13,0 | 48             |          |
|      | Romániai Magyar Demokrata Szövetség (Uniunea Democratică Maghiară din România)                                                                                               | 628,125    | 6,2  | 22             |          |
|      | Újgeneráció Pártja (Partidul Noua Generație) | 227,443    | 2,2  | 0              | 0        |
|      | Nemzeti Kereszténydemokrata Parasztpárt (Partidul Național Țărănesc Creștin Democrat)                                                                                        | 188,268    | 1,8  | 0              | 0        |

Szenátus:
| Logo | Pártok | Szavazatok | %    | Képviselők   | Változás |
| ---- | --- | ---------- | ---- | ------------ | -------- |
|      | Nemzeti Szövetség SZDP+RHP (Uniunea Națională PSD+PUR) - Szociáldemokrata Párt (Partidul Social Democrat) - Román Humanista Párt (Partidul Umanist din România)              | 3 798 607  | 37,2 | 57 - 46 - 11 | 0        |
|      | Igazság és Igazságosság Szövetség (Alianța Dreptate si Adevăr) - Nemzeti Liberális Párt (Románia) (Partidul Național Liberal) - Demokrata Párt (Románia) (Partidul Democrat) | 3 250 663  | 31,8 | 49           |          |
|      | Nagy-Románia Párt (Partidul România Mare) | 1 394 698  | 13,6 | 21           |          |
|      | Romániai Magyar Demokrata Szövetség (Uniunea Democratică Maghiară din România)                                                                                               | 637,109    | 6,2  | 10           |          |
|      | Újgeneráció Pártja (Partidul Noua Generație) | 241,486    | 2,4  | 0            | 0        |
|      | Nemzeti Kereszténydemokrata Parasztpárt (Partidul Național Țărănesc Creștin Democrat)                                                                                        | 196,027    | 1,9  | 0            | 0        |

### Államelnöki választások
- 2004-es romániai elnökválasztás
- 2000-es romániai elnökválasztás
- 1996-os romániai elnökválasztás
- 1992-es romániai elnökválasztás

### Európai parlamenti választások
- 2007-es európai parlamenti választás Romániában
- 2009-es európai parlamenti választás Romániában
- 2014-es európai parlamenti választás Romániában
- 2019-es európai parlamenti választás Romániában
- 2024-es európai parlamenti választás Romániában

## Lásd még
- Román Képviselőház és Szenátus